# توماس إليوت (لاعب كريكت نيوزلندي)
توماس إليوت (21 أغسطس 1867 في نيوزيلندا - ) (بالإنجليزية: Thomas Elliott)‏ هو لاعب كريكت نيوزلندي.

## وصلات خارجية
- توماس إليوت على موقع إي آس بي آن كريك إنفو (الإنجليزية)